# Пинтань
Пинта́нь (кит. упр. 平潭, пиньинь Píngtán) — уезд городского округа Фучжоу провинции Фуцзянь (КНР).

## География
Уезд занимает 126 островов, расположенных в Тайваньском проливе у побережья округа Фучжоу, к югу от устья реки Минь. Крупнейшим в архипелаге является остров Пинтань (Хайтань) — самый большой остров провинции Фуцзянь и пятый по величине остров КНР. Он отделён от материкового Китая проливом Пинтань (Хайтань). С запада уезд Пинтань граничит по воде с уездом Фуцин, с северо-запада — с районом Чанлэ, а с юго-запада — с районом Сююй округа Путянь. Береговая линия Пинтаня составляет 399,82 км, площадь суши — 371,91 кв. км (в том числе площадь острова Хайтань — 267 кв. км), морская акватория — более 6 тыс. кв. км. На побережье острова Пинтань проводятся масштабные намывные работы, поэтому площадь уезда постепенно увеличивается.
Самая южная оконечность острова Хайтань образует границу между Восточно-Китайским и Южно-Китайским морями.

### Климат
Субтропический океанический климат островного уезда Пинтань жаркий и влажный, с сезонами дождей и засухи; зима короткая и мягкая, лето продолжительное и дождливое. Среднегодовая температура составляет 19,6 ℃, самая низкая средняя дневная температура — 10,2 ℃ (февраль), а самая высокая — 27,9 ℃ (июль). Среднее количество солнечных дней в году составляет 1919,7 часов, годовое количество осадков — 1172 мм, среднегодовая скорость ветра составляет 4,8 м/с. Большая часть осадков выпадает весной и в начале лета, на осень и начало зимы припадает самое засушливое время года. Архипелаг регулярно подвергается ударам тайфунов, которые сопровождаются ливнями, большими волнами и сильными порывами ветра.

## История
Исторически эти места были частью уезда Фуцин. Во времена империи Цин острова были в 1798 году выделены в отдельный Пинтаньский комиссариат береговой обороны (平潭海防厅), подчинённый напрямую властям Фучжоуской управы (福州府). После Синьхайской революции в Китае была проведена реформа структуры административного деления, в ходе которой управы были упразднены, а комиссариаты — преобразованы в обычные уезды, и поэтому в 1913 году Пинтаньский комиссариат стал уездом Пинтань.
После образования КНР в 1949 году был создан Специальный район Миньхоу (闽侯专区), и уезд вошёл в его состав. В 1955 году на архипелаге велись масштабные строительные работы по созданию оборонных рубежей. В 1956 году Специальный район Миньхоу был упразднён, и уезд перешёл в состав Специального района Цзиньцзян (晋江专区). В 1959 году Специальный район Миньхоу был воссоздан, и уезд вернулся в его состав. В 1970 году власти Специального района Миньхоу переехали из уезда Миньхоу в уезд Путянь, и Специальный район Миньхоу был в 1971 году переименован в Округ Путянь (莆田地区). Постановлением Госсовета КНР от 18 апреля 1983 года уезд был передан под юрисдикцию властей Фучжоу. В 2015 году для привлечения тайваньского капитала в Пинтане была создана Зона свободной торговли.

## Население
Коренное населения составляют миньцы, говорящие на диалекте Фучжоу. Среди них широко распространён культ богини Мацзу.

## Административное деление

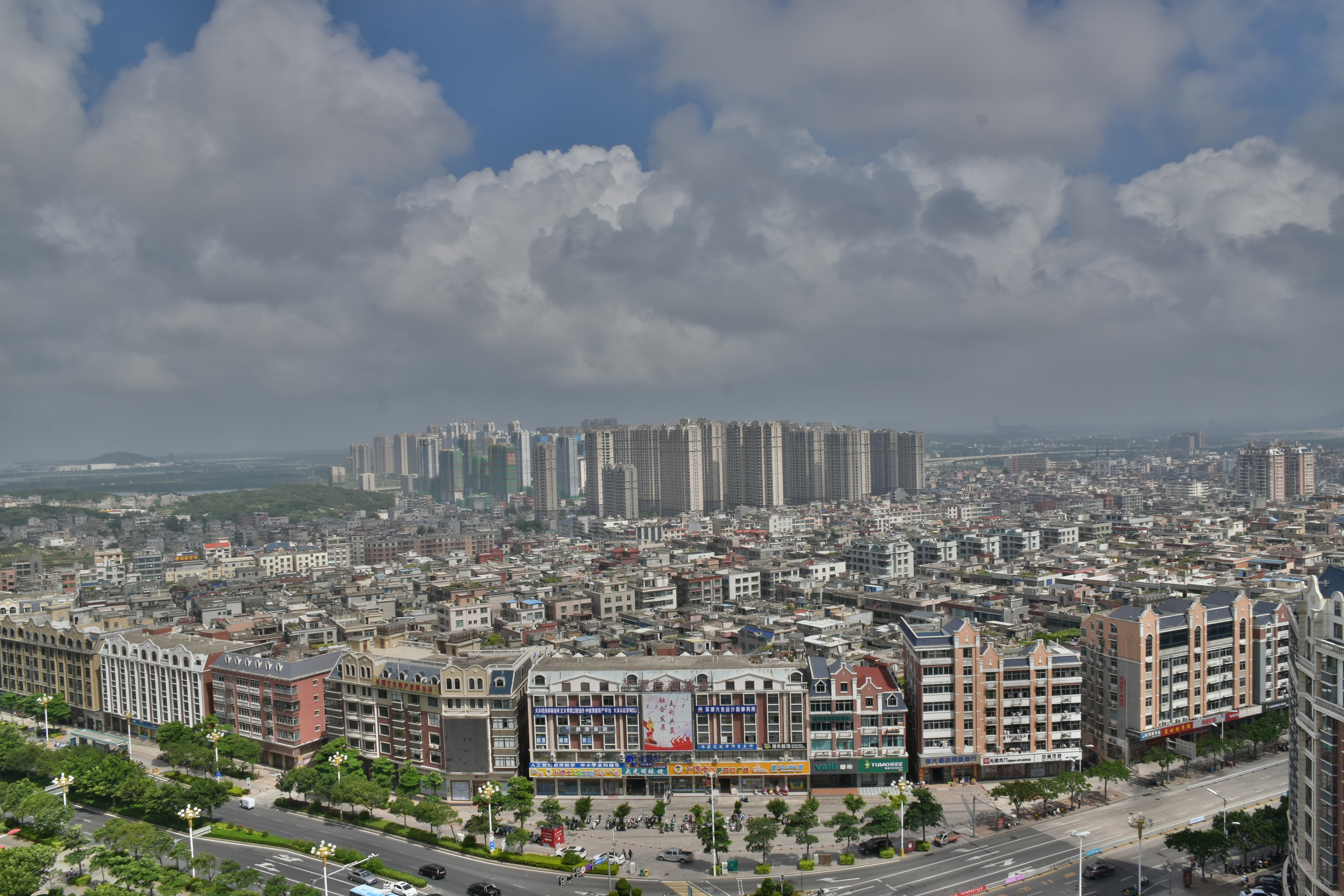
Центральная часть Таньчэна

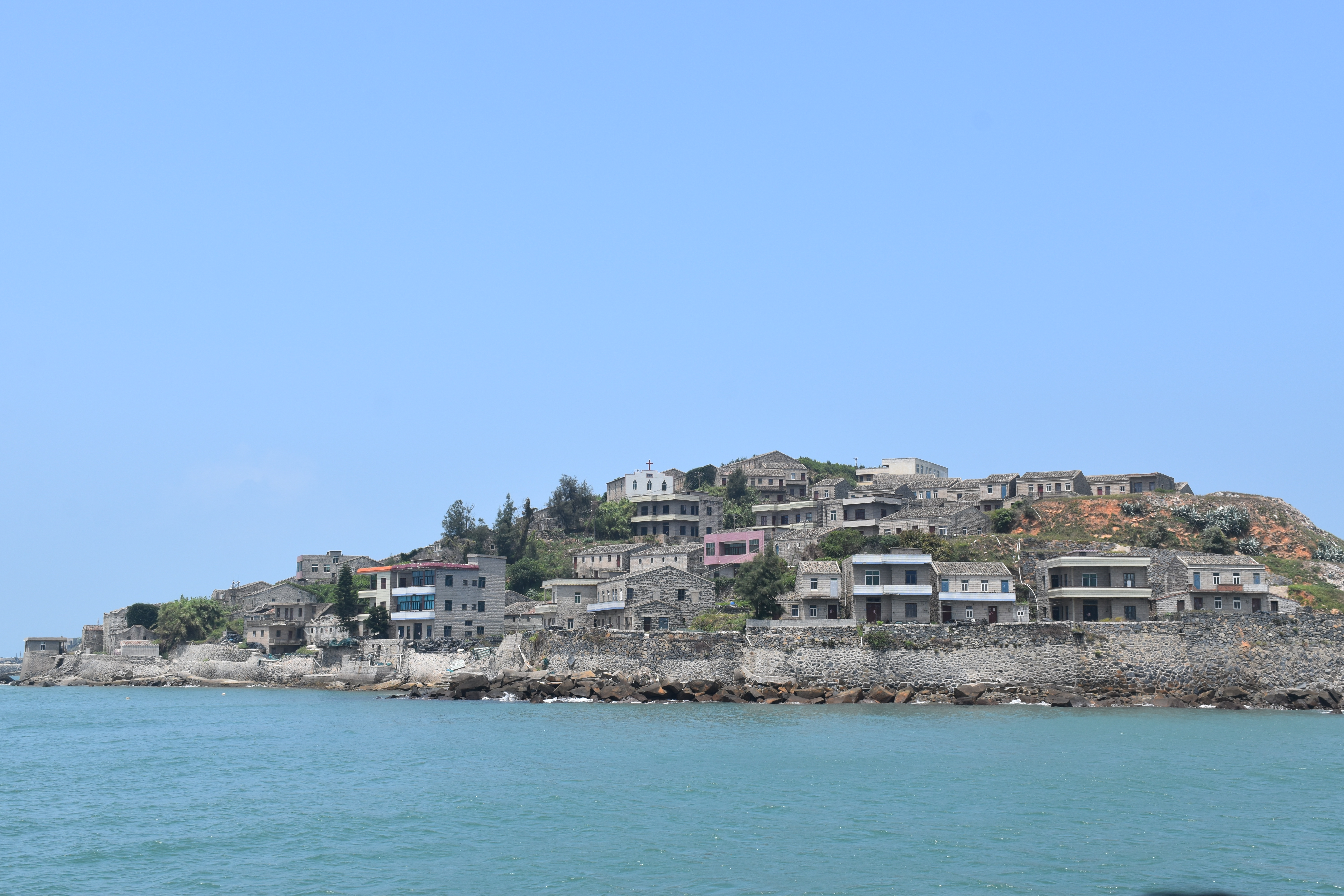
Остров Сяосян

Уезд делится на 7 посёлков и 8 волостей. Власти уезда (правительство, народное собрание, суд, отделения Компартии и общественной безопасности) базируются в Таньчэне.
Посёлки:
- Аодун (Aodong, 敖东镇)
- Аоцянь (Aoqian, 澳前镇)
- Бэйцо (Beicuo, 北厝镇)
- Люшуй (Liushui, 流水镇)
- Пинюань (Pingyuan, 平原镇)
- Суао (Su'ao, 苏澳镇)
- Таньчэн (Tancheng, 潭城镇)

Волости:
- Байцин (Baiqing, 白青乡)
- Далянь (Dalian, 大练乡)
- Дунсян (Dongxiang, 东庠乡)
- Ланьчэн (Lancheng, 岚城乡)
- Луян (Luyang, 芦洋乡)
- Наньхай (Nanhai, 南海乡)
- Чжунлоу (Zhonglou, 中楼乡)
- Юйтоу (Yutou, 屿头乡)

## Вооружённые силы
Поскольку Пинтань расположен вблизи Тайваня, он является важной базой береговой обороны Восточного военного округа.

## Экономика

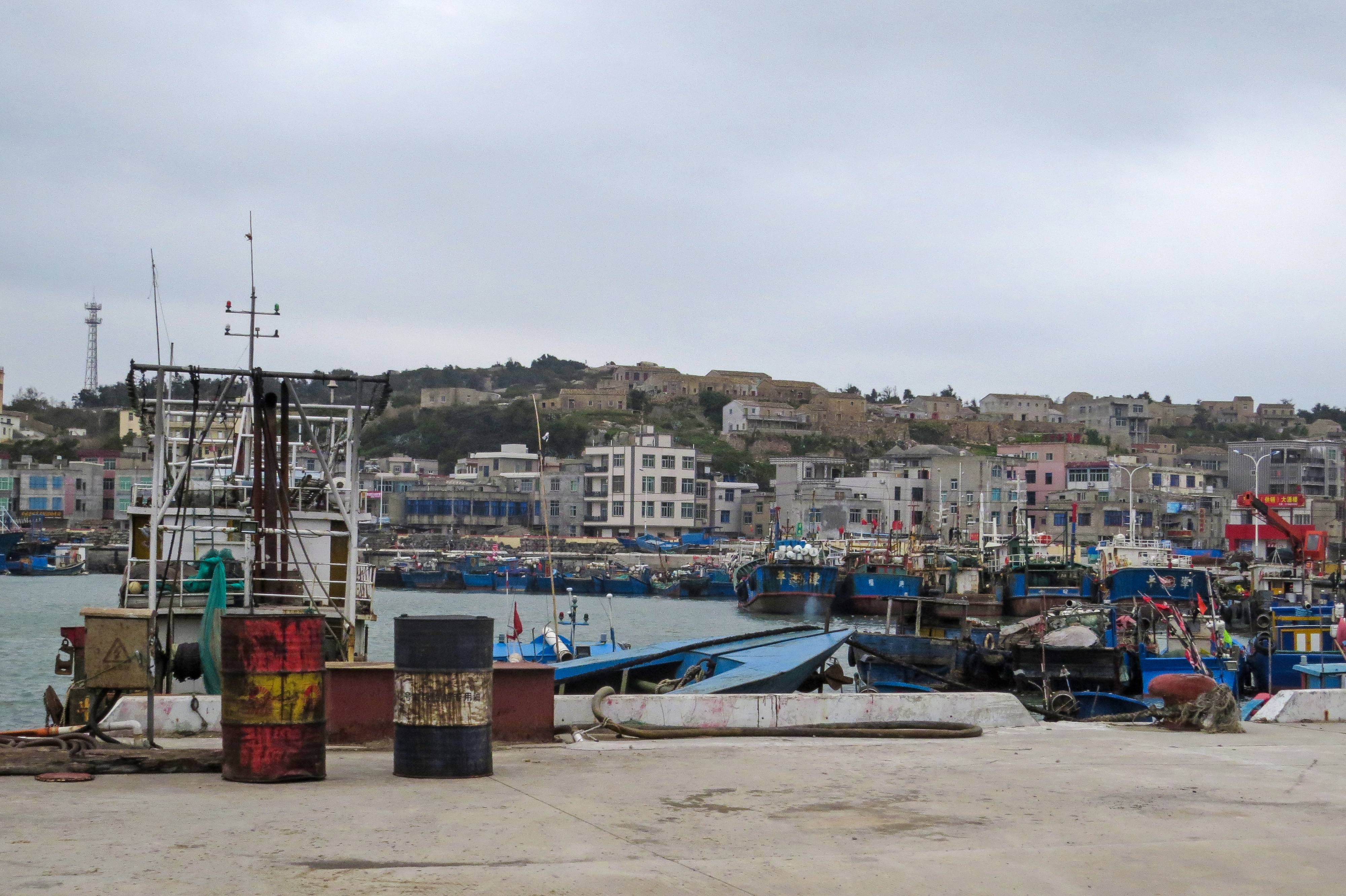
Рыболовецкий порт в Аоцяне

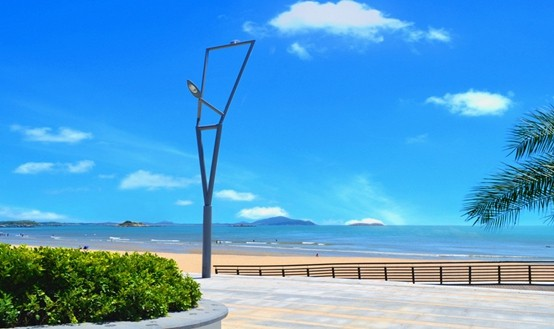
Пляж Лунфэнтоу

Архипелаг является крупной базой рыболовства и переработки морепродуктов (особенно жёлтых горбылей и волосохвостых); также здесь выращивают батат и арахис. В небольших объёмах ведётся добыча угля, железной руды и кварца, а также производство соли и рыбных консервов. Имеются судостроительные и судоремонтные предприятия. На территории уезда расположена пилотная зона Пинтань (Pingtan Comprehensive Pilot Zone, 平潭综合实验区). Вдоль побережья островов активно развивается офшорная ветроэнергетика.
В 2011 году ВВП Пинтаня составил 11,15 млрд юаней (1,75 млрд долларов США), увеличившись на 17,1 % в годовом исчислении; инвестиции в основной капитал достигли 30,35 млрд юаней.

### Туризм

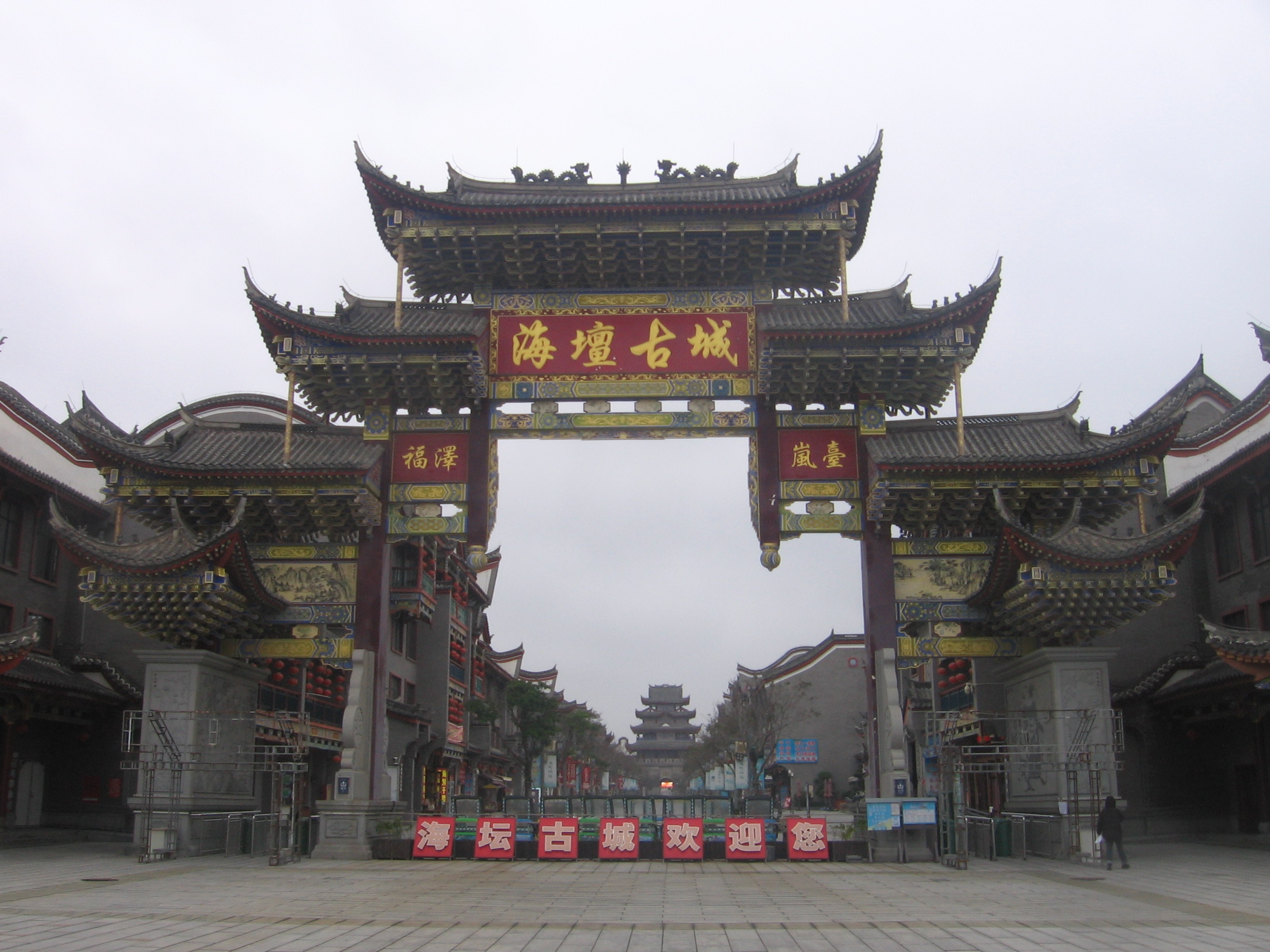
«Древний город Хайтань»

Благодаря мягкому климату, песчаным пляжам и гранитным скалам Пинтань является популярным туристическим центром. В период с апреля по август многочисленных туристов привлекают «Синие слезы», вызванные характерным свечением Vargula hilgendorfii.
В культурно-туристическом и развлекательном комплексе «Древний город Хайтань» (Haitan Ancient City) расположены храмы, ворота и здания в старинном южно-китайском стиле, а также многочисленные отели, сувенирные магазины, рестораны и бары.

## Транспорт

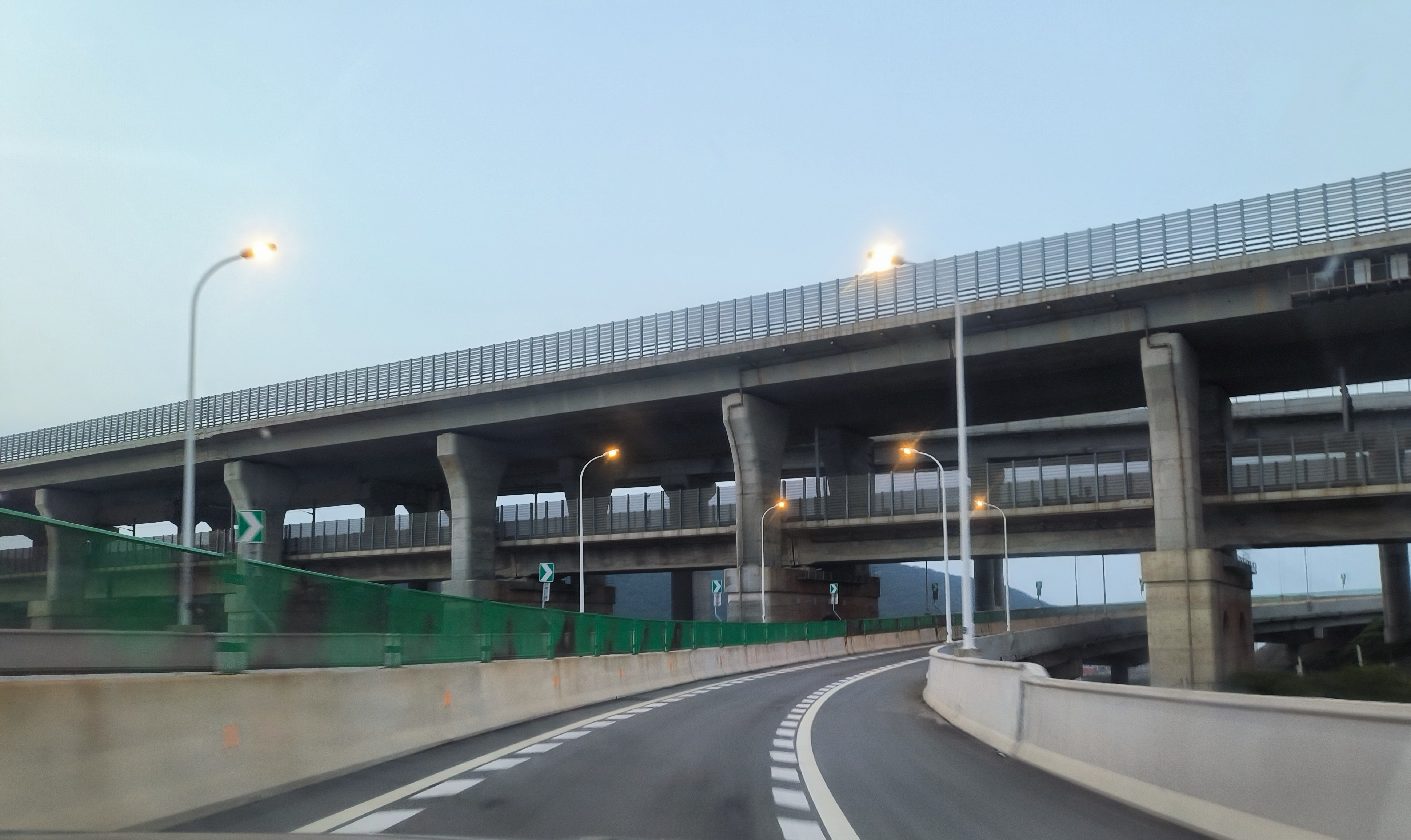
Железнодорожно-автомобильный мост на Пинтань

### Автомобильный
На главный остров Пинтань (Хайтань) ведут две основные автомагистрали: скоростная дорога Пекин — Тайбэй (G3) по северному мосту и скоростное шоссе S53 по южному мосту, которое соединяет Пинтань со скоростной дорогой Шэньян — Хайкоу (G15).
Южный автомобильный мост через пролив Пинтань соединяет остров с городским уездом Фуцином (3,5-километровый мост был введён в эксплуатацию в ноябре 2010 года). Северный автомобильно-железнодорожный мост через пролив Пинтань соединяет остров с районом Чанлэ. На нижнем ярусе проложена двухпутная железная дорога длиной 16,33 км (введена в эксплуатацию в декабре 2020 года), а на нижнем — скоростное шоссе длиной 15,67 км (введено в эксплуатацию в октябре 2020 года).
Имеется регулярное автобусное сообщение из Пинтаня в Фуцин и Фучжоу (Гулоу).

### Железнодорожный
В декабре 2020 года была введена в эксплуатацию 88-километровая высокоскоростная железная дорога Фучжоу — Пинтань (продолжение магистральной скоростной линии Пекин — Фучжоу). Линия «Фупин» имеет 16 туннелей и 71 мост, которые составляют 79 % всей длины дороги.

### Водный
Между мелкими островами и материком ходят пассажирские и грузовые каботажные паромы. Из Аоцяня морские паромы-ролкеры ходят в тайваньские порты Тайчжун и Гаосюн.

### Велосипедный
На острове Пинтань широко распространена система совместного использования велосипедов.

## Культура
В уезде находятся художественный музей и библиотека. В старых рыбацких деревнях расположены каменные дома из гранитных валунов, способные выдержать сильные ветра и штормовые волны. Среди рыбаков распространена кустарная резьба по китовым костям и зубам. В уезде регулярно проводятся фестивали песчаных скульптур.

## Спорт
В уезде Пинтань активно развиваются кайтсёрфинг, парусный спорт, плавание на открытой воде, пляжный волейбол и велоспорт, имеется несколько гольф-клубов и яхт-клубов.